# Монстри (Пікар)
Монстри (Monsters) — сьома серія другого сезону американського телевізійного серіалу «Зоряний шлях: Пікар». Сценарій епізоду написав Джо Менендес, режисував Джонатан Фрейкс. Перший показ відбувся 14 квітня 2022 року.

## Зміст
Пікар розмовляє з флотським психологом і жартує про свою боязнь закритого простору. Пікар не піддається на доступ до підсвідомого і психолог умовляє розповісти хоч щось. Пікар опинився у пастці власного розуму, згадуючи психіатричне обстеження, яке проводив Зоряний флот, яким керував терапевт. Терапевт запитує, чому Пікар не хоче відкритися, і Жан-Люк починає розповідати про королеву, яка любила розповідати історії — його матір Іветт. Мама боялася монстрів і іноді брала молодого Жана-Люка, щоби він сховався від них. Зокрема в тунелях під маєтком (встановлених в часи Другої світової війни) — проти суворих вимог її чоловіка Моріса, який часто брав на себе роль суворого керівника.
Сьома і Раффі повертаються на «Ла-Серену», щоб спробувати вполювати докторку Джураті, яка не відповідає на їх виклики. Однак, коли вони намагаються запустити сканування, то виявляються заблокованими в системі корабля — корабельні комп'ютери були саботовані кодами шифрування Борг. Сьома розпізнає шифрування боргів і може його декодувати. Системи відеоспостереження показують, як Джураті в її червоній сукні з урочистості вводить шифрування. Використовуючи камери дорожнього руху Лос-Анджелеса, вони знаходять місце, де Агнес вибила вікно бару. Сьома визначає викид ендорфінів в Агнес, поки вона не матиме достатньо сил, щоб асимілювати більше людей і стати новою Королевою Борг. «Нам потрібен Пікар» — вимовляє вона.
Батько Пікара застосовував фізичну силу до своєї дружини. У цей спогад вставляється Таллінн, використовуючи її записами з камер відеоспостереження. Вона допомагає розіграти сценарій, і врешті-решт він пов'язується з Пікаром і психіатром — якого, у неконтрольованій підсвідомості Пікара, «грає» Моріс. Батько допомагає йому зрозуміти правду: що біполярний розлад Іветт був здебільшого неконтрольованим і Моріс був змушений обмежити її рухи після того, як вона занадто багато разів наражала на небезпеку їхнього сина. Пікар починає краще розуміти свого батька. Таллінн залишається з розумінням того, що це ще не кінець історії.
Ріосу доручають опікуватися про Терезу та її сина Рікардо, для якого вона не може знайти няню. Вона трохи роздратована тим, що незнайомці використовують її клініку, щоб робити що? Що б вони не робили, вона злякалася, коли Ріос вимагає нейростабілізатора для Терези, щоб застосувати його до Пікара, і він потрапляє прямо йому в руки. Однак нерозв'язана певна напруга між ними є сильною, і Ріос справляє гарне враження на Рікардо (і враження на Терезу), відправляючи їх трьох на «Ла-Сирену».
У своїй свідомості Пікар знову переживає частину спогадів дитинства, коли його, очевидно, жорстокий батько Моріс переслідував вдома Жана-Люка та його матір Іветту. Таллінн допомагає Пікару зрозуміти, що його мати насправді страждала від психічної хвороби, а Моріс лише намагався захистити її та Жана-Люка.
Пікар прокидається від коми, і Таллінн виявляє, що вона насправді ромуланка та, можливо, предок Ларіс. Повернувшись до тями, Пікар теоретизує, що Q може мати особисту зацікавленість у його «випробуванні». Він вирішує дізнатися, що це за зацікавленість, і тому просить Гуінан викликати Q за допомогою ритуалу Ель-Ауріанців. К'ю та ель-ауріанці воювали в минулому, перш ніж укласти мирний договір. Як саме це працювало, не пояснюється, хоча це пояснює, чому Q відреагував на Гуінан так. Ритуал зазнає невдачі саме тоді, коли агент ФБР Мартін Веллс заходить у бар і заарештовує їх на основі відео з камер спостереження — на якому Пікар використовує свій транспортер. Скромний обиватель заходить до бару, щоб випити. Він повідомляє що є агентом ФБР і наказує взяти під варту Пікара та Гуінан. Гуінан намагається викликати Q за допомогою сильного штурму й удару. Це повністю не працює. Гуінан приголомшена і їй не вистачає слів. Відбувається щось дуже дивне.
Ріос таємно привозить Терезу та її сина на «Ла-Серену», зізнаючись, що він мандрівник у часі.
Немає кращого вчителя, ніж твій ворог

## Створення
Музичну тему до серіалу написав Джефф Руссо

## Сприйняття та відгуки
На сайті «Rotten Tomatoes» епізод отримав 75 % підтримки на основі відгуків 6 критиків.
В огляді «StarTrek.com» зазначалося: «Нарешті ми бачимо правду: монстр — це психічні захворювання, маніакальні злети й жахливі падіння. Не батько Жана-Люка. Його мати не прийняла допомоги, якої вона потребувала. Ми не дізнаємося про її долю, але зрозуміло, куди дорога веде. Молодий Жан-Люк залишився в тунелях під будинком, коли вона тікала, його нога застрягла в дошці підлоги, і це було порятунком. Його мати становила небезпеку для себе та юного Жана-Люка.»
«Den of Geek»: «Але оскільки ми, звичайно, не отримаємо відповіді на будь-яке з цих питань до наступного тижня — давайте приділимо короткий час, щоб оцінити гру Іто Агайєре — її молодша версія Гуінан є просто такою точною — від її теплої хімії з Патріком Стюартом аж до легкості та фізичних манер, які вона явно скопіювала під час перегляду роботи Вупі Голдберг в „Наступному поколінні“. Якщо ми не зможемо побачити її очну зустріч з Джоном де Лансі належним чином до того, як Пікар і друзі повернуться до свого часу, це буде справжня ганьба.»
«Tor.com»: «Як і прогнозували минулого тижня, основна частина епізоду зосереджена на Таллінн і її входженні у свідомість Пікара. Ми починаємо з цього, коли Пікар усе ще у своєму смокінгу 2024 року, але сидить у кімнаті, схожій до зоряного корабля. Хоча незрозуміло, чи це має бути та, що на „Stargazer“, „Enterprise-D“, „Enterprise-E“, або якийсь інший корабель, на якому служив чи командував Пікар. Жан-Люк проводить сеанс із консультантом, і це, очевидно, частково навіяно спогадом про психологічний тест, який він пройшов, щоб визначити, чи може він усе ще керувати. Враховуючи все те, через що пройшов Пікар на самоті — його асимілювали Борги, він жив чиїмось суб'єктивним життям протягом тридцяти п'яти суб'єктивних років, його катував кардасіанець, було здійснено інтенсивне злиття розуму із вулканцем — я смію припустити, що він мав купу таких проблем за ці роки.…»
«TV Tropes» здійснює детальний розбір аналогій, неспівпадінь та недоречностей епізоду.
Лорі Ольстер з «TrekMovie.com» зазначено: «Після п'яти епізодів у 2024 році, здається, кінця не видно. Оскільки „Зоряний шлях: Пікар“ рухається вперед, але також створює нові бар'єри та суміжні лінії. „Монстри“ намагалися відвернути увагу від усього цього, віддаючись атмосфері фільму жахів, але ніколи не створювали жодних справжніх страхів. Починає здаватися, що для цього дуже серіалізованого шоу не вистачило основної історії, щоб заповнити десять епізодів. Через що тепер перші два (і все ще найкращі) епізоди сезону здаються марно поспішними, щоб доставити нас до Лос-Анджелеса минулого. Сподіваюся, що наступного тижня все повернеться на свої місця, оскільки ми прямуємо до трьох останніх епізодів сезону.»
На сайті «IMDb» станом на листопад 2023 року епізод отримав 5.4 з 10 зірок схвалення при 3700 голосах.

## Знімались
| Актор            | Роль            |
| ---------------- | --------------- |
| Патрік Стюарт    | Жан-Люк Пікар   |
| Елісон Пілл      | Агнес Джураті   |
| Джері Раян       | Сьома-з-Дев'яти |
| Мішель Герд      | Раффі Музікер   |
| Орла Брейді      | Таллінн         |
| Сантьяго Кабрера | Крістобаль Ріос |
| Джеймс Калліс    | психіатр        |
| Меделін Вайс     | Іветт Пікар     |
| Сол Родрігес     | Тереза Рамірес  |
| Іто Агаєре       | Гуінан          |
| Джей Карнс       | Агент Веллс     |
| Іво Нанді        | Леклерк         |
| Стів Гутьєррес   | Рікардо         |
| Ділан Вон Галле  | молодий Пікар   |
| Марті Матуліс    | Ув'язнений      |
| Оскар Торре      | бармен          |
| Тревіс Валк      | блазень         |
| Сайрус Цогі      | рудий бородань  |